# Hipolit Gibiński
Hipolit Gibiński (ur. 18 czerwca 1895 w Warszawie, zm. wiosną 1940 w Charkowie) – major lekarz Wojska Polskiego, doktor nauk medycznych, ofiara zbrodni katyńskiej.

## Życiorys
Syn Arona i Michaliny z domu Tiszner. Ukończył studia lekarskie, uzyskał tytuł doktora medycyny. Po odzyskaniu przez Polskę niepodległości uczestniczył ochotniczo w wojnie polsko-bolszewickiej w 1920 służąc w szpitalu polowym nr 201. W 1926 został przydzielony do szpitala wojskowego w Kielcach, następnie do 1 pułku artylerii górskiej, a w 1931 do 1 pułku artylerii motorowej. Później służył w 53 pułku piechoty Strzelców Kresowych, gdzie uzyskał stanowisko starszego lekarza, a następnie naczelnego lekarza pułku. Od 1937 do 1939 był naczelnym lekarzem w 83 pułku Strzelców Poleskich. Na stopień majora został mianowany ze starszeństwem z 19 marca 1939 i 15. lokatą w korpusie oficerów zdrowia, grupa lekarzy.
Po wybuchu II wojny światowej, kampanii wrześniowej i agresji ZSRR na Polskę z 17 września 1939 został aresztowany przez Sowietów i przetrzymywany w obozie w Starobielsku. Wiosną 1940 został zamordowany przez funkcjonariuszy NKWD w Charkowie i pogrzebany potajemnie w bezimiennej mogile zbiorowej w Piatichatkach, gdzie od 17 czerwca 2000 mieści się oficjalnie Cmentarz Ofiar Totalitaryzmu w Charkowie. Figuruje na Liście Starobielskiej NKWD pod pozycją 647.

## Upamiętnienie
5 października 2007 minister obrony narodowej Aleksander Szczygło mianował go pośmiertnie na stopień podpułkownika. Awans został ogłoszony 9 listopada 2007 w Warszawie, w trakcie uroczystości „Katyń Pamiętamy – Uczcijmy Pamięć Bohaterów”.
W maju 2009 w ramach akcji „Katyń... pamiętamy” / „Katyń... Ocalić od zapomnienia”, przy Zespole Szkół Samorządowych nr 4 w Limanowej został zasadzony Dąb Pamięci honorujący Hipolita Gibińskiego.

## Odznaczenia
- Srebrny Krzyż Zasługi[2]
- Medal Pamiątkowy za Wojnę 1918–1921
- Medal Dziesięciolecia Odzyskanej Niepodległości